# Veress Ferenc (lelkész)
Veress Ferenc (Békésszentandrás, 1791. november 17. – Sarkad, 1849. augusztus 19.) református lelkész.

## Családja
Veress István gazda és Kertész Éva fia. Felesége Vetési Mária, fiai Veress Sándor mérnök és Veress Ferenc agronómus. Dédunokája Veress Sándor zeneszerző.

## Élete
Az algimnáziumot Mezőtúron végezte; innét 1812-ben a debreceni kollégiumba ment és a teológia végeztével fél évig az I. elemi osztályt tanította. 1818-ban komádi rektor, 1821 nyarán sarkadi segédlelkész lett. 1822 tavaszán Belényesre hívták papnak, de 1823 áprilisában a sarkadi egyházközség választotta rendes lelkésznek. Sarkadon négyosztályú két fiú és egy leányiskolát építtetett; bennük népszerű csillagászatot tanított. Tanítói értekezleteket honosított meg; éneket is tanított. Az egyházkerület dékánnak, majd bírónak választotta. Mint hazafi az ellenzék vezéreként működött; a szabadságharc kezdetekor két fiát, Sándort és Ferencet maga vitte fel Pestre honvédeknek és buzdítására 150 honvéd került ki Sarkadról; az idősebbekből 250 főnyi nemzetőrséget szervezett. A világosi fegyverletétel szomorú híre ágyba döntötte és 1849. augusztus 19-én meghalt Sarkadon.
832 kötetnyi könyvtárt hagyott hátra és az orvosi tudományokban való jártasságával, felsőbb engedéllyel gyógyítással is foglalkozott. Tudósításokat írt a hirlapokba, így a Jelenkorba (1841. 14. és 54. sz.); egyházi beszédeiből (1821-49. évekből) 128 van unokája Veress Endre birtokában, a ki ezekből most adott sajtó alá néhányat.
Arcképe: fia Sándor irón rajzában. (Veress Endre birtokában volt)